# 希基夫卡
49°21′32″N 37°44′7″E / 49.35889°N 37.73528°E
希基夫卡（烏克蘭語：Шийківка）是位於烏克蘭東部的村莊，由哈爾科夫州伊久姆區的博罗瓦市镇負責管轄。該村始建於1675年，面積5.87平方公里，海拔高度118米，2001年人口559，人口密度每平方公里125.8人。